# حفصه بنت حمدون
حَفْصه بِنْتِ حَمْدون، شاعری اندلیسی است که در سده چهارم هجری قمری می‌زیسته و به غزلسرایی مشهور بوده‌است. از اشعار او چیز زیادی در دسترس نیست و آنچه از شعرش باقی مانده‌است، نشانه استواری و لطافت او در صنعت شعر است.

## سرگذشت
حفصه دختر حمدون از شاعر اندلسی‌تبار است که در سدهٔ ۴ هجری قمری مصادف با ۱۰ میلادی می‌زیست. تنها اطلاعاتی که از او گزارش شده‌است، زندگی او در خانواده‌ای مرفه در روستای وادی‌الحجاره (اسپانیایی: گواذالاخارا) است و از همین روست که او را به حجاریه نیز نسبت داده‌اند. زرکلی در الاعلام، پس از گزارش نام او، با اشاره به اینکه از تاریخ ولادت و مرگ او خبری در دست نیست، به اندلسی بودن او اشاره دارد. او حفصه را زنی ادیب و عالمه معرفی می‌کند. زرکلی همچنین اینکه او به قرن چهارم می‌زیسته است را نیز مورخون مغربی نسبت می‌دهد و گزارش خود را از لسان المیزان ابن حجر می‌آورد.
منابعی چون ابن سعید مغربی در المغرب فی حلی المغرب و مصطفی شکعه در الادب الاندلسی، حفصه را با شاعر مشهور اندلسی که به نام عایشه قرطبیه مشهور است هم‌عصر دانسته‌اند و بر این اساس، دوران زندگانی او، زمانی بوده‌است که شعر در میان زنان اندلسی رواج بسیاری داشته‌است. از همین روست که تعداد زنان شاعر در عصر او بسیار گزارش شده‌اند و تعداد بسیاری از آنان در نهضت ادبی اندلس نقش بسزایی داشته‌اند. به عقیده ابن سعید مغربی، توانایی حفصه در بیان احساسات و رویکرد عاشقانه او در سروده‌هایش، باعث ارتباط نزدیک مخاطبانش با شعر او شده‌است. همین امر سبب شد تا مردم سرزمینش به او ببالند.

## در شعر و ادبیات
بوفلاقه در الشعرا النسوی الاندلسی گزارش می‌کند که حفصه را پیشتاز در غزل‌سرایی در میان زنان شاعر اندلس دانسته‌اند که سبب شد تا راه برای سایر زنان شاعر بعد از او هموار شود. از اشعار او چیز زیادی گزارش نشده‌است و تنها ابیات اندکی از او باقی مانده‌است. همین اشعار نشانه استواری او در شعر و لطافت احساسات او در صنعت شعر دارد. برای مثال، شعری که او در ستایش ابن جمیل (یکی از بزرگان زمان خویش) سروده‌است، سرشار از احساساتی چون کرشمه و تکبر زنانه است. او در بخشی از این شعر سروده‌است:
| رَأى ابنُ جميلٍ أَن يرى الدهر مجملاً |  | فكلّ الوَرى قد عمّهم سيب نِعمته |
| لَهُ خلق كالخمرِ بعد اِمتزاجها      |  | وَحسن فَما أحلاهُ من حين خلقته |
| بِوجهٍ كمثلِ الشمس يدعو ببشرهِ      |  | عيوناً ويعشيها بإِفراطِ هَيبته  |

در شعر دیگر از او چنین آورده شده‌است:
| لي حبيب لا ينثني لعتاب   |  | وإذا ما تركته زاد تيها    |
| ال لي هل رأيت لي من شبيه |  | قلت أيضاً وهل ترى لي شبيها |

## در منابع
از حفصه، در منابع مختلفی به مناسبت گزارش‌هایی وجود دارد. از او در کتاب تَذْکِرَةُ الْخَواتین در کنار حکیمه دمشقیه به عنوان شاعران مطرح عرب یاد شده‌است.  این قول را ابن انبار نیز در حق او گزارش کرده‌است.